# Francia női vízilabda-válogatott
A francia női vízilabda-válogatott Franciaország nemzeti csapata, melyet a Francia Úszó-szövetség irányít.
A francia női vízilabda fénykorát az 1980-as és '90-es évek fordulóján élte, ekkor az Európa-bajnokságokon gyakran a legjobb négy csapat között végzett, két alkalommal pedig bronzérmet is nyert.

## Eredmények

### Olimpiai játékok
- 2024 – 9. hely

### Világbajnokság
- 1991 – 9. hely
- 1994 – 9. hely
- 2003 – 15. hely
- 2015 – 14. hely
- 2017 – 11. hely
- 2022 – 8. hely
- 2023 – 9. hely
- 2024 – 13. hely
- 2025 – 12. hely

### Európa-bajnokság
- 1985 – 7. hely
- 1987 –  Bronz
- 1989 –  Bronz
- 1991 – 4. hely
- 1993 – 5. hely
- 1995 – 5. hely
- 1997 – 8. hely
- 1999 – 8. hely
- 2001 – 8. hely
- 2008 – 8. hely
- 2014 – 7. hely
- 2016 – 7. hely
- 2018 – 7. hely
- 2020 – 7. hely
- 2022 – 7. hely
- 2024 – 6. hely